# Time After Time (Cyndi Lauper)
Time after time is de tweede single van Cyndi Laupers debuutalbum She's so unusual uit 1984. Het nummer werd in januari 1984 eerst in de Verenigde Staten en Canada op single uitgebracht. In maart dat jaar volgden Europa, Australië, Nieuw-Zeeland en Japan.

## Achtergrond
De plaat werd wereldwijd een hit en bereikte in thuisland de Verenigde Staten de nummer 1-positie in de Billboard Hot 100 op 9 juni 1984 en bleef daar twee weken staan. In het Verenigd Koninkrijk werd de 3e positie in de UK Singles Chart bereikt, in Australië de 6e, Nieuw-Zeeland de 3e, Frankrijk de 9e, Duitsland de 6e en Zweden de 10e positie.
In Nederland werd de plaat veel gedraaid op Hilversum 3 en werd een grote hit in de destijds drie landelijke hitlijsten op de nationale publieke popzender. De plaat bereikte de 5e positie in zowel de Nederlandse Top 40 als de TROS Top 50 en de 8e positie in de Nationale Hitparade. In de Europese hitlijst op Hilversum 3, de TROS Europarade, werd de 4e positie bereikt.
In België bereikte de plaat de 3e positie in zowel de voorloper van de Vlaamse Ultratop 50 als de Vlaamse Radio 2 Top 30. In Wallonië werd géén notering behaald. 
Het Rolling Stone-magazine en MTV: 100 Greatest Pop Songs rangschikten de plaat  op een 66e positie in de lijst.
Sinds de allereerste editie in december 1999 staat de plaat onafgebroken genoteerd in de jaarlijkse NPO Radio 2 Top 2000 van de Nederlandse publieke radiozender NPO Radio 2, met als hoogste notering tot nu toe een 710e positie in 2000.

## Geschiedenis
Lauper schreef "Time After Time" samen met Rob Hyman van The Hooters, die ook de back-up vocals leverde voor het lied. In een interview uit 2006 voor Sound Off met Matt Pinfield (aflevering 212) op HDNet vertelde Lauper hoe het lied werd geschreven. Een groot deel van de teksten ging over gebeurtenissen in de studio en haar leven in die periode. De regel "the second hand unwinds" verwijst naar producent Rick Chertoffs polshorloge waarvan de secondewijzer achteruitliep. Hyman verklaarde in een interview met Songfacts dat hij en Lauper na de sessies in de studio bleven om het lied te componeren. Lauper bedacht de titel na het zien van de film uit 1979 met dezelfde titel.
Er volgden talrijke covers. Klassieke opnames waren die van trompettist Miles Davis op het album You're under arrest in 1985 (instrumentaal), de eveneens instrumentale versie van gitarist Biréli Lagrène op het album Duet in 1999, Eva Cassidy op het album Time after time in 2000, Willie Nelson op het album The great divide in 2002, en die van Paul Anka op het album Classic songs, my way in 2007.
In 2002 nam het Duitse Eurodance project Novaspace een dance versie van Time after time op. Op 20 mei 2002 kwam het nummer op single uit. Het bereikte de 28e positie in de Mega Top 100 op Radio 3FM en de 33e positie in de Nederlandse Top 40 op Radio 538. In de halve finale van tweede seizoen van The voice of Holland zong Chris Hordijk op 13 januari 2012 het nummer Time after time, wat tevens zijn "officiële single" werd. Doordat het nummer na de uitzending gelijk verkrijgbaar was als muziekdownload kwam de single een week later op nummer 1 binnen in de Nederlandse B2B Single Top 100 en op nummer 18 in de Nederlandse Top 40. Door de superstipregel heeft dit nummer twee weken op #2 gestaan, om vervolgens naar #20 te zakken, de grootste daling ooit vanaf #2.

## Overzicht van coverversies
| - 1984: Marie Fredriksson - 1984: Lisa Hartman - 1985: Miles Davis - 1985: Richard Clayderman - 1986: The Hooters - 1988: Tuck & Patti - 1988: Albert Mangelsdorff & Members of Klaus Lage Band (instrumental) - 1989: Maggie MacNeal (Verloren Tijd – Nederlandstalige versie) - 1990: Richie Havens - 1992: Nana Mouskouri - 1992: Everything but the Girl - 1992: Chara - 1992: Mark Williams feat. Tara Morice - 1992: Hyperstate - 1992: Project P. feat. Sabina - 1992: Miho Nakayama - 1995: Eddie Money - 1995: Gameface - 1996: U 96 (Heaven) - 1996: The Flirtations - 1996: Time bandit - 1997: Hooton 3 Car - 1997: Ann Hampton Callaway - 1997: Matt Molly - 1997: Sarah Hart - 1997: Sarge - 1997: Vinylgroover & Trixxy - 1997: INJOY - 1998: INOJ - 1998: Apocalypse Theatre - 1998: Jeremy Heiden - 1998: Kane & Abel - 1998: Paul Michiels - 1998: The Gandharras - 1999: Blaque Ivory - 1999: Cassandra Wilson - 1999: Bamse & Trine Hein - 1999: Dixie Power trio - 1999: The Boomtang Boys - 2000: Eddie Money feat. Juice Newton | - 2000: Eva Cassidy - 2000: Lil' Mo - 2000: Connected - 2000: Grace Cerrone - 2000: Mónica Mey (Una y otra vezi – Spaanse versie) - 2001: Matchbox 20 - 2001: Willie Nelson - 2001: Obsc(y)re - 2001: Jacqui Naylor (Liveversion) - 2001: Yoshiko Goshima - 2002: Novaspace - 2002: N.O.R.E. (Love Ya Moms) - 2002: Melanie Safka - 2002: Uncle Kracker - 2002: Aria - 2002: Distant Soundz - 2003: Gerhard Schöne (Von Zeit zu Zeit) - 2003: Glitter - 2003: Melissa Ellen - 2004: Gustav Peter Wöhler Band - 2004: Sparklemotion - 2004: Redhir Mountain Devils - 2005: Sarah McLachlan feat. Cyndi Lauper - 2005: Sugar Ray - 2005: Mike Labirth - 2005: Frederic Yonnet - 2006: Quietdrive - 2006: Journey South - 2006: Ira Losco - 2007: Nubya - 2007: Paul Anka - 2007: John Barrowman - 2007: Sarah Menescal - 2007: Donna Hughes - 2007: Jake Shimabukuro - 2007: Nolwenn Leroy - 2008: Julio Iglesias Jr. (Por la mitad – Spaanse versie) - 2008: Kym Myles - 2009: Novaspace (Time After Time Rebirth) - 2009: Ronan Keating - 2009: Mariah Carey - 2009: Rebekka Bakken - 2012: Chris Hordijk - 2015: Future of Forestry - 2016: Iron & Wine |

## Hitnoteringen Cyndi Lauper

### Nederlandse Top 40
| Hitnotering: 26-05-1984 t/m 28-07-1984 | Hitnotering: 26-05-1984 t/m 28-07-1984 | Hitnotering: 26-05-1984 t/m 28-07-1984 | Hitnotering: 26-05-1984 t/m 28-07-1984 | Hitnotering: 26-05-1984 t/m 28-07-1984 | Hitnotering: 26-05-1984 t/m 28-07-1984 | Hitnotering: 26-05-1984 t/m 28-07-1984 | Hitnotering: 26-05-1984 t/m 28-07-1984 | Hitnotering: 26-05-1984 t/m 28-07-1984 | Hitnotering: 26-05-1984 t/m 28-07-1984 | Hitnotering: 26-05-1984 t/m 28-07-1984 | Hitnotering: 26-05-1984 t/m 28-07-1984 |
| Week:                                  | 1                                      | 2                                      | 3                                      | 4                                      | 5                                      | 6                                      | 7                                      | 8                                      | 9                                      | 10                                     |                                        |
| -------------------------------------- | -------------------------------------- | -------------------------------------- | -------------------------------------- | -------------------------------------- | -------------------------------------- | -------------------------------------- | -------------------------------------- | -------------------------------------- | -------------------------------------- | -------------------------------------- | -------------------------------------- |
| Positie:                               | 36                                     | 25                                     | 16                                     | 12                                     | 7                                      | 5                                      | 5                                      | 10                                     | 16                                     | 32                                     | uit                                    |

### Nationale Hitparade
| Hitnotering: 26-05-1984 t/m 04-08-1984 | Hitnotering: 26-05-1984 t/m 04-08-1984 | Hitnotering: 26-05-1984 t/m 04-08-1984 | Hitnotering: 26-05-1984 t/m 04-08-1984 | Hitnotering: 26-05-1984 t/m 04-08-1984 | Hitnotering: 26-05-1984 t/m 04-08-1984 | Hitnotering: 26-05-1984 t/m 04-08-1984 | Hitnotering: 26-05-1984 t/m 04-08-1984 | Hitnotering: 26-05-1984 t/m 04-08-1984 | Hitnotering: 26-05-1984 t/m 04-08-1984 | Hitnotering: 26-05-1984 t/m 04-08-1984 | Hitnotering: 26-05-1984 t/m 04-08-1984 | Hitnotering: 26-05-1984 t/m 04-08-1984 |
| Week:                                  | 1                                      | 2                                      | 3                                      | 4                                      | 5                                      | 6                                      | 7                                      | 8                                      | 9                                      | 10                                     | 11                                     |                                        |
| -------------------------------------- | -------------------------------------- | -------------------------------------- | -------------------------------------- | -------------------------------------- | -------------------------------------- | -------------------------------------- | -------------------------------------- | -------------------------------------- | -------------------------------------- | -------------------------------------- | -------------------------------------- | -------------------------------------- |
| Positie:                               | 40                                     | 33                                     | 13                                     | 8                                      | 13                                     | 15                                     | 15                                     | 23                                     | 25                                     | 32                                     | 42                                     | uit                                    |

### TROS Top 50
Hitnotering: 24-05-1984 t/m 26-07-1984. Hoogste notering: #5 (1 week).

### TROS Europarade
Hitnotering: 01-07-1984 t/m 02-09-1984 en 23-09-1984. Hoogste notering: #4 (4 weken).

### Vlaamse Radio 2 Top 30
| Hitnotering: 23-06-1984 t/m 04-08-1984 | Hitnotering: 23-06-1984 t/m 04-08-1984 | Hitnotering: 23-06-1984 t/m 04-08-1984 | Hitnotering: 23-06-1984 t/m 04-08-1984 | Hitnotering: 23-06-1984 t/m 04-08-1984 | Hitnotering: 23-06-1984 t/m 04-08-1984 | Hitnotering: 23-06-1984 t/m 04-08-1984 | Hitnotering: 23-06-1984 t/m 04-08-1984 | Hitnotering: 23-06-1984 t/m 04-08-1984 |
| Week:                                  | 1                                      | 2                                      | 3                                      | 4                                      | 5                                      | 6                                      | 7                                      |                                        |
| -------------------------------------- | -------------------------------------- | -------------------------------------- | -------------------------------------- | -------------------------------------- | -------------------------------------- | -------------------------------------- | -------------------------------------- | -------------------------------------- |
| Positie:                               | 13                                     | 12                                     | 5                                      | 3                                      | 7                                      | 8                                      | 11                                     | uit                                    |

### NPO Radio 2 Top 2000
| Nummer met noteringen in de NPO Radio 2 Top 2000 | '99 | '00 | '01 | '02  | '03  | '04  | '05  | '06  | '07  | '08  | '09  | '10  | '11  | '12  | '13  | '14  | '15  | '16  | '17  | '18  | '19  | '20  | '21  | '22  | '23  | '24  |
| ------------------------------------------------ | --- | --- | --- | ---- | ---- | ---- | ---- | ---- | ---- | ---- | ---- | ---- | ---- | ---- | ---- | ---- | ---- | ---- | ---- | ---- | ---- | ---- | ---- | ---- | ---- | ---- |
| Time After Time                                  | 735 | 710 | 839 | 1046 | 1189 | 1158 | 1324 | 1341 | 1381 | 1246 | 1382 | 1537 | 1432 | 1872 | 1566 | 1650 | 1812 | 1356 | 1495 | 1551 | 1711 | 1633 | 1633 | 1784 | 1716 | 1678 |

1. ↑  Een vetgedrukt getal geeft de hoogste notering aan.

## Hitnoteringen Novaspace

### Nederlandse Top 40
| Hitnotering: 10-08-2002 t/m 07-09-2002 | Hitnotering: 10-08-2002 t/m 07-09-2002 | Hitnotering: 10-08-2002 t/m 07-09-2002 | Hitnotering: 10-08-2002 t/m 07-09-2002 | Hitnotering: 10-08-2002 t/m 07-09-2002 | Hitnotering: 10-08-2002 t/m 07-09-2002 | Hitnotering: 10-08-2002 t/m 07-09-2002 |
| Week:                                  | 1                                      | 2                                      | 3                                      | 4                                      | 5                                      |                                        |
| -------------------------------------- | -------------------------------------- | -------------------------------------- | -------------------------------------- | -------------------------------------- | -------------------------------------- | -------------------------------------- |
| Positie:                               | 38                                     | 33                                     | 34                                     | 33                                     | 35                                     | uit                                    |

### NederlandseSingle Top 100
| Hitnotering: 03-08-2002 t/m 21-09-2002 | Hitnotering: 03-08-2002 t/m 21-09-2002 | Hitnotering: 03-08-2002 t/m 21-09-2002 | Hitnotering: 03-08-2002 t/m 21-09-2002 | Hitnotering: 03-08-2002 t/m 21-09-2002 | Hitnotering: 03-08-2002 t/m 21-09-2002 | Hitnotering: 03-08-2002 t/m 21-09-2002 | Hitnotering: 03-08-2002 t/m 21-09-2002 | Hitnotering: 03-08-2002 t/m 21-09-2002 | Hitnotering: 03-08-2002 t/m 21-09-2002 |
| Week:                                  | 1                                      | 2                                      | 3                                      | 4                                      | 5                                      | 6                                      | 7                                      | 8                                      |                                        |
| -------------------------------------- | -------------------------------------- | -------------------------------------- | -------------------------------------- | -------------------------------------- | -------------------------------------- | -------------------------------------- | -------------------------------------- | -------------------------------------- | -------------------------------------- |
| Positie:                               | 55                                     | 37                                     | 28                                     | 29                                     | 29                                     | 36                                     | 43                                     | 56                                     | uit                                    |

## Hitnoteringen Chris Hordijk

### Nederlandse Top 40
| Hitnotering: 21-01-2012 t/m 25-02-2012 | Hitnotering: 21-01-2012 t/m 25-02-2012 | Hitnotering: 21-01-2012 t/m 25-02-2012 | Hitnotering: 21-01-2012 t/m 25-02-2012 | Hitnotering: 21-01-2012 t/m 25-02-2012 | Hitnotering: 21-01-2012 t/m 25-02-2012 | Hitnotering: 21-01-2012 t/m 25-02-2012 | Hitnotering: 21-01-2012 t/m 25-02-2012 |
| Week:                                  | 1                                      | 2                                      | 3                                      | 4                                      | 5                                      | 6                                      |                                        |
| -------------------------------------- | -------------------------------------- | -------------------------------------- | -------------------------------------- | -------------------------------------- | -------------------------------------- | -------------------------------------- | -------------------------------------- |
| Positie:                               | 18                                     | 2                                      | 2                                      | 20                                     | 34                                     | 36                                     | uit                                    |

### NederlandseSingle Top 100
| Hitnotering: 21-01-2012 t/m 25-02-2012 | Hitnotering: 21-01-2012 t/m 25-02-2012 | Hitnotering: 21-01-2012 t/m 25-02-2012 | Hitnotering: 21-01-2012 t/m 25-02-2012 | Hitnotering: 21-01-2012 t/m 25-02-2012 | Hitnotering: 21-01-2012 t/m 25-02-2012 | Hitnotering: 21-01-2012 t/m 25-02-2012 | Hitnotering: 21-01-2012 t/m 25-02-2012 |
| Week:                                  | 1                                      | 2                                      | 3                                      | 4                                      | 5                                      | 6                                      |                                        |
| -------------------------------------- | -------------------------------------- | -------------------------------------- | -------------------------------------- | -------------------------------------- | -------------------------------------- | -------------------------------------- | -------------------------------------- |
| Positie:                               | 1                                      | 2                                      | 34                                     | 40                                     | 86                                     | 98                                     | uit                                    |